# Lahoma
Lahoma – miasto w Stanach Zjednoczonych, w stanie Oklahoma, w hrabstwie Garfield.